# 刘坚 (1944年)
刘坚（1944年10月—），江苏南通人，中华人民共和国官员，中国共产党党员，高级农艺师，中华人民共和国农业部副部长、国务院扶贫开发领导小组办公室主任。

## 生平
1966年自苏北农学院农学系农学专业毕业。同年参加工作，历任江苏省如皋县农业局技术员、农业组长，江苏省如皋县农水办公室技术员，江苏省农林厅办公室秘书科办事员、副科长，江苏省农业技术推广中心主任，江苏省农林厅副厅长、党组成员，江苏省计经委副主任、党组成员，江苏省人民政府副秘书长兼江苏省计经委副主任、党组成员，江苏省人民政府副秘书长、秘书长、党组成员，江苏省人民政府副省长，中共江苏省委委员。1999年1月任中华人民共和国农业部副部长、党组成员。2003年“非典”爆发时，兼任国务院“非典”防治领导小组农村组组长。2003年3月任国务院扶贫开发领导小组副组长、国务院扶贫开发领导小组办公室主任、党组书记。2009年1月任国务院参事。2015年卸任国务院参事。